# اتحاد القوى الديمقراطية للتقدم
اتحاد القوى الديمقراطية للتقدم (بالفرنسية: Union des forces démocratiques pour le progrès) هو حزب سياسي في مالي بقيادة يوسف تراوري.

## التاريخ
تأسس الحزب في مايو 1991، وسجل رسميًا في 16 مايو. فاز بثلاثة مقاعد في الانتخابات البرلمانية عام 1992.
قاطع الحزب الانتخابات البرلمانية في يوليو 1997 بعد إلغاء انتخابات أبريل. وخاض الانتخابات البرلمانية لعام 2002 كجزء من تحالف التقارب للتناوب والتغيير الذي فاز بعشرة مقاعد.
ولم يخوض الحزب انتخابات 2013 البرلمانية.